# Tanygnathus
Tanygnathus é um gênero de aves da família Psittaculidae.
As seguintes espécies são reconhecidas:
- Tanygnathus megalorynchos (Boddaert, 1783)
- Tanygnathus lucionensis (Linnaeus, 1766)
- Tanygnathus sumatranus (Raffles, 1822)
- Tanygnathus gramineus (Gmelin, JF, 1788)